# Ногу
Ногу (ест. Nogu) — село в Естонії, входить до складу волості Риуге, повіту Вирумаа.